# 維拉里卡 (喬治亞州)
維拉里卡（英語：Villa Rica）是一個位於美國喬治亞州卡洛爾縣和道格拉斯縣的城市。

## 地理
維拉里卡的座標為33°44′09″N 85°01′38″W / 33.73583°N 85.02722°W，而該地的平均海拔高度為347米（即1138英尺）。

## 人口
根據2010年美國人口普查的數據，維拉里卡的面積為37.30平方千米，當中陸地面積為36.90平方千米，而水域面積為0.40平方千米。當地共有人口13956人，而人口密度為每平方千米374人。